# Uralmasch EKG

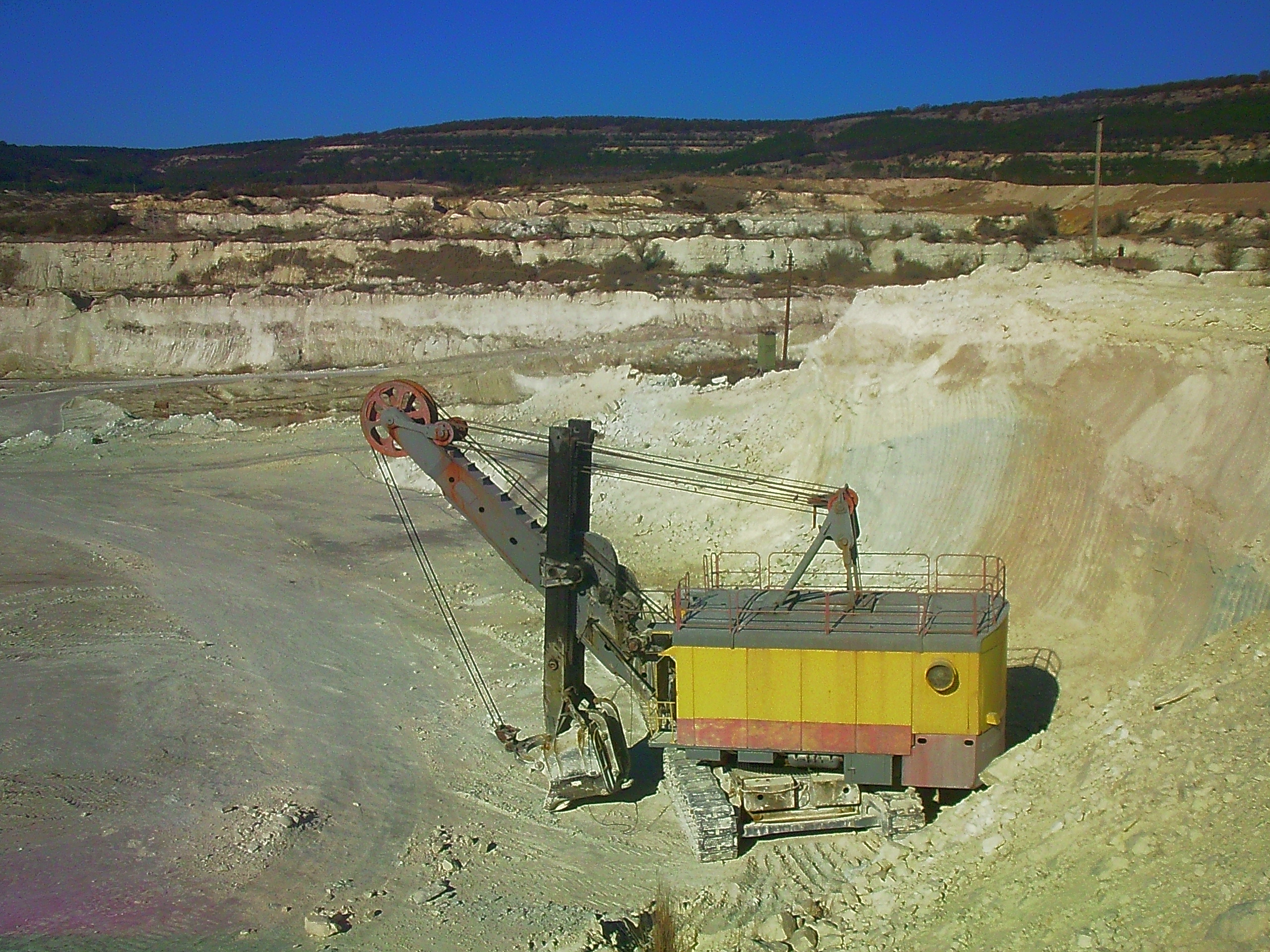
Ein EKG-5A von Uralmasch in der Ukraine (2012)

Der Uralmasch EKG ist ein großer Seilbagger mit Kettenfahrwerk, der seit 1947 vom russischen Maschinenbaukonzern Uralmasch gefertigt und in Steinbrüchen, Sand- und Kiesgruben sowie auf großen Erdbaustellen eingesetzt wird. Mit einer Anzahl von mehr als 13.300 hergestellten Exemplaren zählt der EKG zu den meistproduzierten Baggern dieser Größenordnung. Der Seilbagger verfügt über einen Elektroantrieb und erzielt aufgrund seiner robusten Ausführung meist lange Einsatzzeiträume. So bewerkstelligen beispielsweise mehrere EKG-5A aus den 1980er Jahren im Tagebau Karsdorf nahe Laucha an der Unstrut nach wie vor den Abbau von Muschelkalk für die Zementherstellung.

## Geschichte
Vorbild für den EKG war der bereits in den 1920er Jahren entwickelte Bucyrus-Erie 120-B. In den 1930er Jahren hatte man in der Sowjetunion ein Auge auf den Bagger geworfen und strebte einen Lizenzvertrag und eine anschließende Produktion mit hohen Stückzahlen an. Auf diese Weise sollte eine langwierige Eigenentwicklung umgangen werden.
Während des Zweiten Weltkrieges wurden dann einige 120-B nach Russland importiert und anschließend unter der Führung des Ingenieurs Boris Iwanowitsch Satowski im sog. Reverse-Engineering-Verfahren komplett zerlegt sowie untersucht. Aus den gewonnenen Erkenntnissen fertigte man dann die Konstruktionspläne für den EKG an.
1947 lief die Massenproduktion an. Der Hochlöffel dieser ersten Serie fasste rund 3 Kubikmeter und daher erhielten die Bagger die Typenbezeichnung SR-3. Über die Jahre erhöhte man dann das Fassungsvermögen des Löffels, das Gewicht und die Antriebsleistung. So folgte 1956 der Typ SR-4 und 1962 der EKG-4. Im Jahr 1965 baute Uralmasch dann den EKG-4.6.
Die Konstrukteure entwickelten den Seilbagger auch in den 1970er Jahren weiter und fügten elektronische Bauteile hinzu. Zudem wurde eine Kapselung wichtiger Komponenten vorgenommen, sodass der Bagger auch unter extremen Witterungsbedingungen und bei Temperaturen von −40 bis +40 Grad arbeiten kann. Das Ergebnis war der Typ EKG-5, der 1980 in Produktion ging und im Gegensatz zu seinem Vorbild B-120 bis heute nahezu identisch gefertigt wird.